# Lamborghini 350GTV
350GTV е първият автомобил с марката Ламборгини. Прави своя дебют на автомобилното изложението в Торино през 1963, но моделът не е напълно завършен. Според слухове мястото, отделено за разполагане на двигателя било запълнено с керемиди, тъй като този модел е изработен за кратко време. В завършен вид 350GTV разполага с независимо окачване и напълно алуминиев V-образен 12 цилиндров двигател. Заради слабия интерес от страна на публиката, моделът остава уникат и никога не е показван повече. Наследник на 350GTV е 350GT, чиято каросерия е значително променена.

## Характеристики

### Общи
- Година: 1963
- Тегло: 1240 кг
- Макс. скорост: 280 км/ч
- Ускорение (0-100 км/ч): 7,5 сек.
- Разход гориво: 16 л./100 км

### Двигател
- Конфигурация: V-образен
- Цилиндри: 12
- Работен обем: 3464 cm3 (3,5 L)
- Макс. мощност: 360 к.с. (265 кВ) при 8500 оборота в минута

### Предавателна кутия
- Тип: механична
- Брой предавки: 5